# 边坝县
边坝县（藏語：དཔལ་འབར་རྫོང，威利转写：dpal 'bar rdzong，藏语拼音：Bainbar Zong）是中華人民共和國西藏自治區昌都市的一個縣，位於念青唐古拉山之南，屬峽谷地形；藏语的意思是“吉祥光辉”。

## 行政区划
边坝县下辖2个镇、9个乡：
边坝镇、草卡镇、沙丁乡、金岭乡、加贡乡、马武乡、热玉乡、尼木乡、马秀乡、拉孜乡和都瓦乡。

## 人口
截至2020年末，边坝县总人口44021人。

## 交通
- 349国道